# Proalides digitus
Proalides digitus är en hjuldjursart som beskrevs av Donner 1978. Proalides digitus ingår i släktet Proalides och familjen Epiphanidae. Inga underarter finns listade i Catalogue of Life.